# Xi Tauri
Xi Tauri (ξ Tau, ξ Tauri) è un sistema stellare nella costellazione del Toro, formato da tre stelle di classe B relativamente vicine tra loro, e da un'altra componente più lontana e più debole di classe F. Il sistema, la cui magnitudine complessiva è pari a 3,73, dista 221 anni luce dal sistema solare.

## Osservazione
Posta nella parte meridionale della costellazione del Toro, si tratta di una stella situata nell'emisfero celeste boreale, ma grazie alla sua posizione non fortemente settentrionale, può essere osservata da tutte le regioni abitate della Terra. Essendo di magnitudine 3,73 la si può osservare anche dai piccoli centri urbani senza difficoltà, sebbene un cielo non eccessivamente inquinato sia maggiormente indicato per la sua individuazione.
Il periodo migliore per la sua osservazione nel cielo serale ricade nei mesi compresi fra ottobre e aprile; da entrambi gli emisferi il periodo di visibilità rimane indicativamente lo stesso, grazie alla posizione della stella non lontana dall'equatore celeste.

## Caratteristiche del sistema
Classificata come una stella di tipo spettrale B9V, Xi Tauri è in realtà un sistema stellare quadruplo costituito da una stella tripla attorno alla quale orbita una quarta componente. La stella tripla sembra essere composta da una binaria stretta costituita da due stelle bianco-azzurre di sequenza principale e classe B9V, il cui periodo orbitale è di 7,15 giorni e che costituiscono anche una binaria a eclisse, con una variazione dalla magnitudine 3,73 alla 3,81 durante le eclissi. Intorno a questa coppia interna ruota una stella di tipo B8V, che impiega 145 giorni per completare la sua orbita. Poiché la luce delle tre stelle non è separabile non sono pienamente compresi i singoli parametri di ciascuna componente. La separazione reale tra le componenti della coppia interna dovrebbe essere di 0,13 UA, mentre la stella di classe B8 sarebbe situata a 1,1 UA dalla binaria.
La quarta stella che completa il sistema, scoperta da osservazioni interferometriche, è di ottava magnitudine ed è visivamente separata da alcuni decimi di secondo d'arco dalla stella tripla, che nella realtà corrispondono a circa 50 UA. Impiega circa un secolo per completare la sua orbita ed ha una massa di 1,25 masse solari, il che suggerisce che sia una stella nana bianco-gialla di classe F2.